# قصه‌های تبیان
قصه‌های تبیان یک مجموعهٔ تلویزیونی درام ایرانی به تهیه کنندگی فرج‌الله سلحشور و مشاور کارگردانی جمال شورجه محصول سال ۱۳۹۵ است.
سریال قصه‌های تبیان با موضوع داستان‌های روز و قصه‌های تاریخی و مذهبی، اتفاقات واقعی همراه با حکمت و عبرت را نشان می‌دهد. همه داستان‌ها و روایات این مجموعه بر اساس اتفاقات و داستان‌های واقعی نوشته شده است.
مجموعه نمایشی قصه‌های تبیان آخرین یادگار زنده‌یاد فرج‌الله سلحشور است. و در ۴۵ قسمت ساخته شده است.

## داستان
در قسمت‌های مختلف سریال قصه‌های تبیان تبلیغ و ترویج سبک زندگی ایرانی مانند طرز رفتار با همسایه، کسب روزی حلال، بازار و مشتری، خیرین مدرسه ساز و کارآفرینی نشان داده می‌شود.

## بازیگران
- محمد مختاری
- جلیل فرجاد
- مینا جعفرزاده
- پوراندخت مهیمن
- علی اوسیوند
- افشین سنگ‌چاپ
- نیلوفر شهیدی
- رامین راستاد
- سیاوش طهمورث
- پریچهر مشرفی
- مجتبی شفیعی
- فرج‌الله گل‌سفیدی
- رضا توکلی
- الهام طهموری
- امیر سفیری
- مژگان ترانه
- بابک والی
- حمید شریف‌زاده
- نسرین گرامی‌پور
- علی جاویدفر
- پرویز فلاحی‌پور
- منوچهر علیپور
- سپیده پهلوان‌زاده
- مینا نوروزی
- عباس مرادی
- سلمان فرخنده
- محرم حق‌پناه